# Felip V de Castella
Felip V de Castella i IV d'Aragó (Versalles, 19 de desembre de 1683 - Madrid, 9 de juliol de 1746), dit l'Animós, va ser rei de Castella de 1700 a 1746, amb una breu interrupció d'uns mesos el 1724, quan abdicà i va regnar el seu fill Lluís. A Europa, abans de ser rei era conegut com a Felip d'Anjou i, després, també com a rei d'Espanya tot i que mai no va utilitzar oficialment aquest títol. Malgrat això, l'actual rei Felip VI d'Espanya pren la numeració d'aquest monarca com a rei de Castella, consecutivament, considerant-se així com el seu successor homònim.
Va ser designat hereu del conjunt de territoris de la monarquia hispànica en el testament de l'últim Habsburg, Carles II. L'inici del seu regnat es va veure marcat per la Guerra de Successió Espanyola, que a més d'un enfrontament entre ell i el pretendent austríac l'arxiduc Carles, va convertir-se en una contesa internacional entre les principals potències del moment, amb un matís de guerra civil dins de la Monarquia, entre els partidaris borbònics i els austriacistes, generalment separats, amb matisos, entre la Corona de Castella i la Corona d'Aragó, respectivament.
La fi de la guerra va consolidar Felip V al tron dels regnes hispànics, excepte Portugal, però a costa d'entregar a les potències aliades gairebé tots els territoris extrapeninsulars a Europa amb el Tractat d'Utrecht (1713) i el de Rastatt (1714); només hi retingué sota el seu domini les illes de Mallorca i d'Eivissa.  Amb els Decrets de Nova Planta, per dret de conquesta, Felip V va abolir les institucions pròpies de govern, furs i constitucions dels regnes de la Corona d'Aragó, i tot llur ordenament jurídic de dret públic, per a assimilar-los a les lleis i costums de Castella. D'aquesta manera comença el seu regnat, amb la política de l'absolutisme, de caràcter centralista i uniformista, a imatge de França, amb poques convocatòries de les corts de Castella. Aquesta uniformització va traduir-se en una política lingüística desenvolupada pel Consell de Castella que empenyia activament a la substitució del català pel castellà en l'àmbit formal als Països Catalans.
Més endavant, el monarca apostaria per seguir les directrius de Julio Alberoni i d'Isabel Farnese, la seva segona esposa, en vistes a recuperar els territoris italians que havia cedit a la pau d'Utrecht a canvi de mantenir-se ell a la corona espanyola, una política que fracassaria. El 1724 va abdicar en el seu fill Lluís, que seria rei poc més de set mesos a causa de la seva mort prematura per verola. La minoria d'edat del següent en la línia, Ferran, va crear un debat i Felip V al final va tornar a ocupar el tron. El segon regnat estaria marcat pels pactes de família amb la branca francesa dels Borbons, la voluntat de reconciliació amb el Sacre Imperi i els Habsburg, i un seguit de conflictes bèl·lics a nivell europeu.

## Aspecte
Físicament, Felip V era d'estatura mitjana, tenia els ulls blaus i el cabell ros. Alguns dels contemporanis a la seva arribada al tron d'Espanya comenten que, en realitat, el nou monarca no es diferenciava gaire físicament del seu antecessor, Carles II, si bé era més robust i estava molt més ben educat. Cal esmentar que el pas dels anys i la progressió de la malaltia mental que patia, el van desmillorar molt, i el duc de Saint-Simon així ho testimonia el 1721.
Havia estat educat per François Fénelon, la qual cosa li va garantir una cultura general, incloent-hi coses d'Espanya i el caràcter dels seus habitants, i un cert grau de liberalisme. D'altra banda, Felip era fervorosament religiós, de fe indestructible i d'una gran devoció a Déu; d'esperit recte, temia el Diable i s'allunyava del vici. Aquesta consciència religiosa no només es traduïa en uns escrúpols ordinaris per a la seva vida personal, sinó que els va estendre a la vida pública i els deures de la monarquia. Aquesta faceta seva li va impedir consumar abans del matrimoni -als divuit anys Felip era encara verge-, i va impedir que després tingués cap amant.
Com la majoria dels seus avantpassats, Felip tenia un insaciable desig sexual, el qual estimulava amb afrodisíacs de l'època. La seva primera esposa, Maria Lluïsa de Savoia, fins i tot ja quan estava malalta de mort per escròfules, no va poder descansar cap dia a causa de la intensa vida sexual que li exigia el monarca, segons el metge de Felip V.
Sobre el seu caràcter, si bé inicialment es va veure Felip com una persona que mostrava enteresa i un gran valor en el camp de batalla -que hom afirma que li va valer el sobrenom de «l'Animós»-, el cert és que poc després cauria en una malaltia depressiva que el canviaria totalment. A més a més, com el seu pare, Felip V va patir de mutisme: rarament parlava si no era per allò estrictament necessari; era abúlic, fred envers els altres i no s'interessava realment pels assumptes de govern; no tenia un gran sentit de l'autoritat i, tanmateix, no es parava a pensar les decisions.

### Malaltia mental

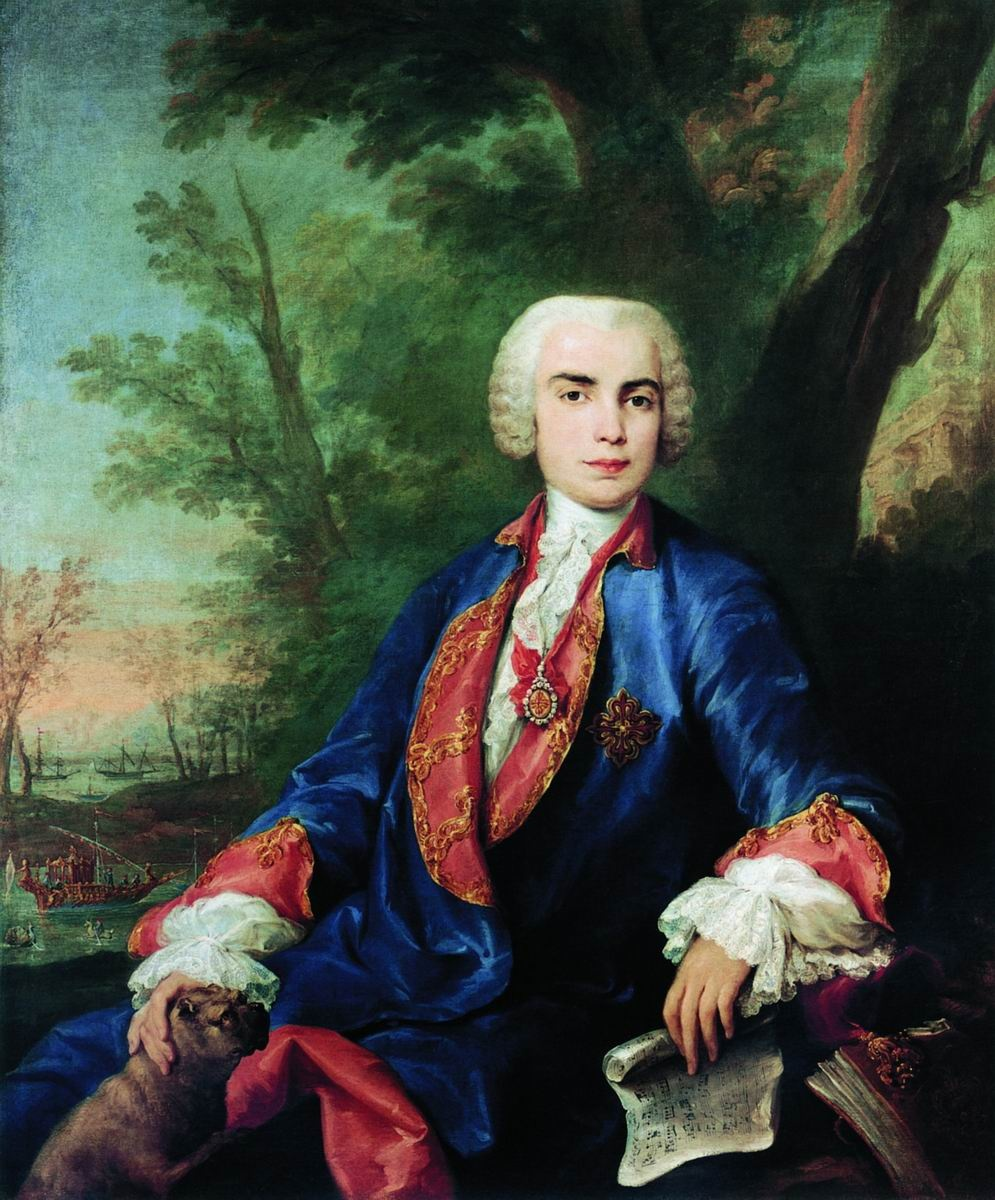
Carlo Broschi, Farinelli, en un retrat de Giaquinto (c. 1755), va servir a Felip V i, especialment, a Ferran VI, que patia el mateix mal que el seu pare. Tingué una bona posició a la cort i grans privilegis. Tot i la seva influència, mai va voler intervenir en política.

Dins del seu retrat, cal tenir molt en compte la malaltia que va patir durant la seva vida, i que va fer acte de presència en Felip quan només tenia divuit anys. S'esmenta a l'època, que Felip V va patir de melangia i de mania, per tant, una malaltia maniacodepressiva, que s'ha identificat com una neurastènia, herència familiar que li va transmetre el seu pare (i probablement també la seva mare, el comportament de la qual, que era hipocondríaca, el devia influenciar). És evident que el rei va patir de trastorns psicològics, car així ho afirmen els seus contemporanis i els historiadors posteriors al regnat. L'actitud de la medicina de l'època, que en aquell moment anomenava la malaltia de Felip com «vapors», va ser la de tractar el monarca de malalt mental, i es relacionaven aquests trastorns amb un signe de debilitat, la manca de caràcter o els seus vicis. Els símptomes que patia Felip podien ser relacionats amb la depressió i la melangia, com l'angoixa o l'entristiment; i, d'altra banda, patia desequilibris que podien derivar, en alguns casos, en bogeria. L'alienació de Felip era tal, que Isabel Farnese va fer venir Farinelli per intentar apaivagar els efectes de la malaltia, el qual va rebre grans favors dels monarques, gràcies als efectes positius que tenia la veu del castrato sobre Felip.
Els episodis de la malaltia, segons les fonts primàries, podien durar no només moments en concret, sinó mesos o, fins i tot, anys, raó per la qual resultava impossible amagar-la al públic, encara més si coincidia amb un fet polític important; D'altra banda, les fonts secundàries, poc posteriors al regnat de Felip V, aporten una visió negativa i incideixen en la feblesa del monarca i els seus vicis, a causa, també, del control que va patir per part de les seves dues esposes. Les seves crisis l'inhibien dels seus deures de govern; moltes persones no entenien ben bé què l'afligia veritablement. Per tant, a causa d'aquesta qüestió no es poden menystenir els efectes de la malaltia del rei en l'anàlisi del seu regnat, car ell, com més avançava en edat, més afectat per la malaltia es veia; per això gradualment s'anava desentenent dels assumptes de govern, deixant-los en mans d'altri.
Aquesta malaltia passaria al seu fill, el futur Ferran VI. Es considera que aquest va ser el motiu el veritable motiu pel qual va passar a la història conegut com l'Animós, malgrat que tradicionalment s'ha atribuït al seu ànim en batalla durant la guerra, de fet va ser Vicenç Bacallar qui va donar-li aquest malnom pels continus canvis d'humor.

## Infantesa

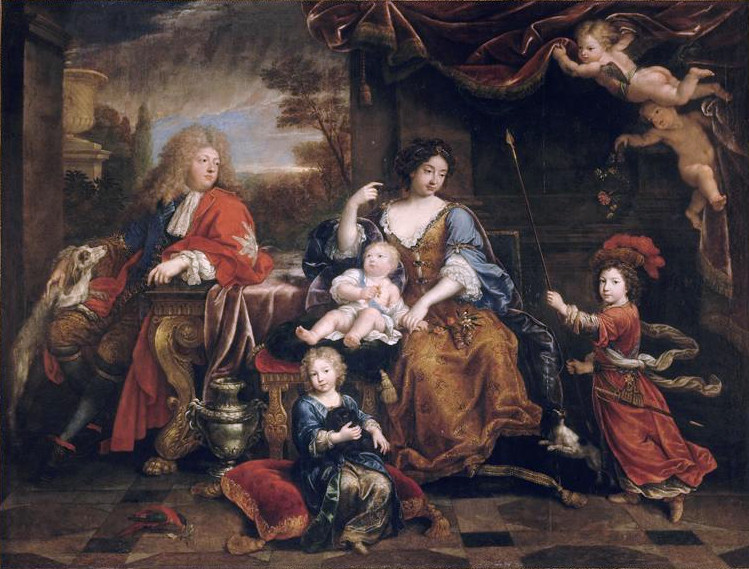
La família del Gran Delfí de Pierre Mignard (1687). Es representa al Gran Delfí Lluís i a Maria Anna de Baviera, la qual sosté a Carles de Berry, germà menor de Felip. A la dreta el primogènit Lluís de Borgonya i a baix al centre està Felip d'Anjou.

Va néixer el 19 de desembre de 1683 a la cort francesa a Versalles, rebent el títol de duc d'Anjou. Era el segon fill del Gran Delfí Lluís de França -per tant net de Lluís XIV de França-, i de Maria Anna de Baviera, la qual va morir jove i alienada, quan Felip tenia set anys.
Des d'aleshores que no va rebre cap mena d'afecte ni interès per part del seu pare, ocupat normalment en caceres, ni tampoc del seu avi, que estava més en els entramats d'una cort que rendia culte al plaer, la bellesa física, els banquets, etc. Quelcom que contrastava amb el caràcter de Felip, lluny de tot això, probablement gràcies a la presència de persones decisives en la seva infància i que augmentaren el caràcter misantrop del futur rei: la seva tieta-àvia, que li va oferir afecte i moixaines que li despertaren la rebel·lia; el metge de la cort, Helvecius, més en l'àmbit terepèutic, que va avivar l'interès de Felip en si mateix; i François Fénelon, que va ser qui més va influir a l'hora de decantar la balança del jove Felip vers la virtut, en comptes de l'escabrositat i obscenitat cortesanes; virtut, en definitiva, que li imposaria el caràcter fanàtic religiós que el definiria. La feble personalitat del monarca va estar imbuïda d'una estricta base moral sota precepte del pecat mortal: «abans mort que caure en pecat».
En aquest context, destaca l'episodi, als quinze anys del jove Felip, en què la seva tieta-àvia li va portar a les seves habitacions una jove adolescent, qui, per la seva banda, acostumava a tancar-se amb Lluís XIV. El fet va marcar la lluita entre l'ambient de Versalles i els ensenyaments de Fénelon. Aquesta primera experiència del duc d'Anjou no va passar de les carícies: la moral inculcada pel seu mestre va pesar més, i la situació no anà més enllà. Sembla que arran d'això, Felip es va passar tres mesos fent lectures diàries de vides de sants i màrtirs, i altres textos religiosos virtuosos, mortificant-se pel que havia fet.
La resta de la seva joventut a Versalles, abans dels divuit anys -moment en què es converteix en rei d'Espanya-, va passar-la enmig de les intrigues dinàstiques i la lluita que mantenia Lluís XIV per acabar amb la presència dels Habsburg al sud dels Pirineus; tot conjuntament amb l'ambient cortesà, totalment contrari a Felip.

## Primer regnat
L'1 de novembre de 1700 moria el darrer monarca espanyol de la dinastia Habsburg, Carles II, sense descendents directes. Aquell mateix dia es procedia a la lectura del testament del rei a l'Alcàsser Reial en presència dels grans d'Espanya i els ambaixadors estrangers. La designació de Felip d'Anjou va satisfer gran part de la noblesa espanyola, favorable als Borbons. La proclamació del monarca va ser duta a terme a Versalles, el 16 de novembre de 1700; Lluís XIV va reunir la família reial, dignataris i ambaixadors estrangers.

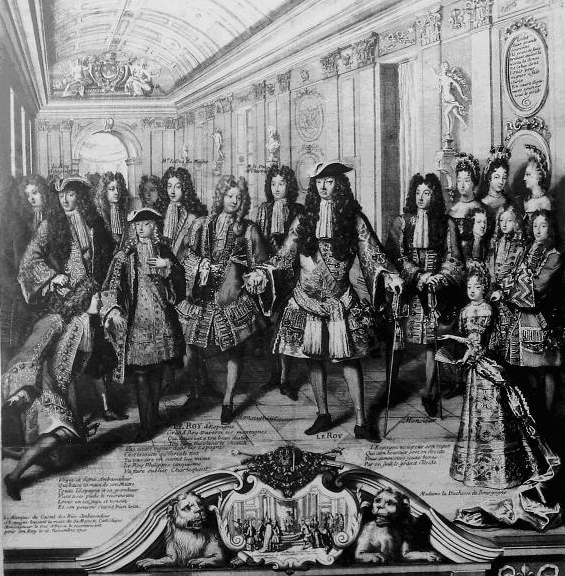
Lluís XIV presenta formalment com a rei d'Espanya al seu net Felip, segons un almanac anònim de 1701.

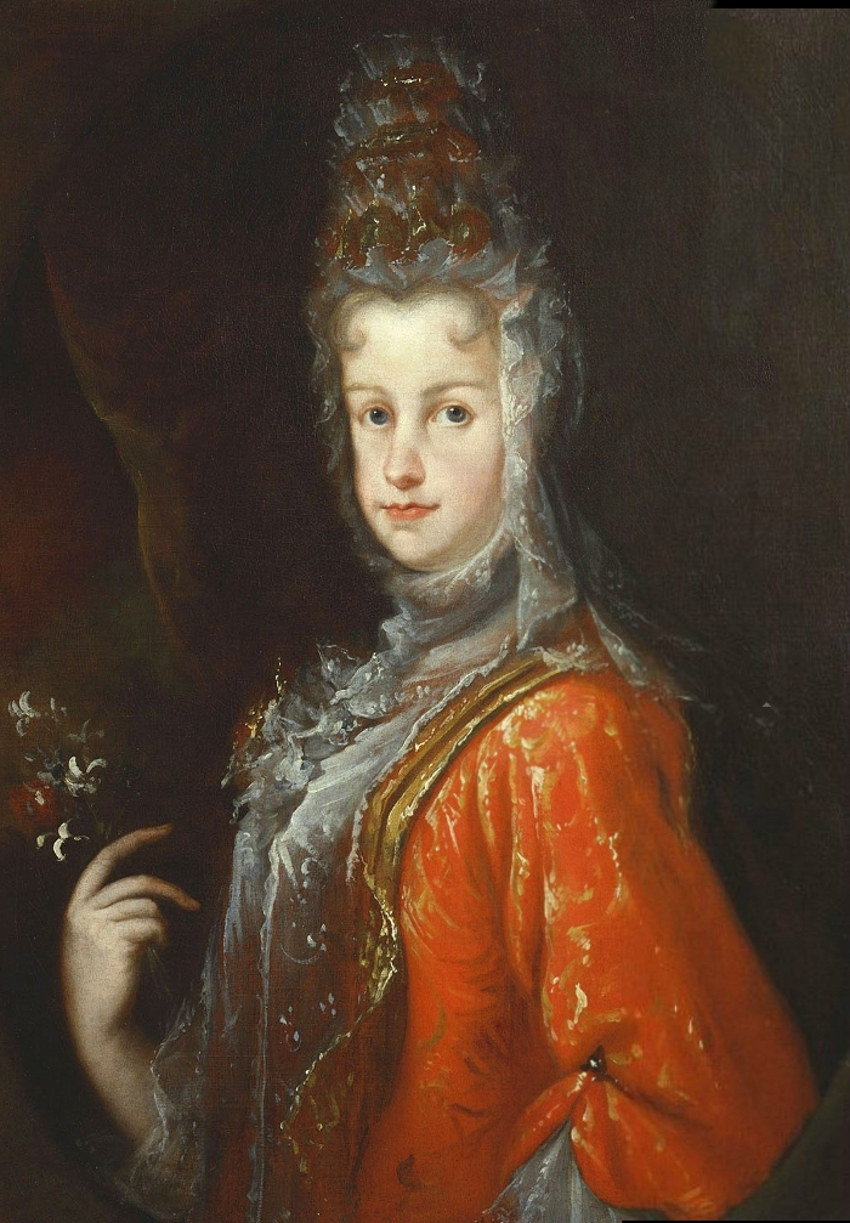
El paper de la reina Maria Lluïsa i de la seva cambrera, la princesa dels Ursins va ser determinant a l'hora de contrarrestar les intrigues del cardenal Portocarrero. El 1702, quan Felip V marxa a Itàlia, finalitzades les corts d'Aragó, va quedar com a governadora del regne i de la junta de govern. El seu desig era aconseguir que el seu marit aconseguís un govern unitari i personal a l'estil de Lluís XIV, nogensmenys, fou l'avi qui va aconsellar que s'hi casés.

El 4 de desembre, Felip sortia de la capital francesa acompanyat pels seus germans, i arribava al Bidasoa el 14 de desembre, on s'acomiada d'ells. Des de la frontera, va estar acompanyat per diversos nobles francesos, esperant que la reina vídua Marianna de Neuburg tingués temps de retirar-se a Toledo. Després, va iniciar la seva marxa cap a Madrid, on arribarà el dia 18 de gener entre l'alegria delirant del poble de Madrid, instal·lant-se en el palau del Buen Retiro. La cerimònia de proclamació oficial del monarca va ser celebrada el 8 de maig de 1701 a l'església de San Jerónimo el Real, i era reconegut per les Corts de Castella el mateix dia. Seguint aquesta tònica, Felip V havia de resoldre els juraments «de observar las leyes, fueros y costumbres» dels diferents territoris heretats, a la qual cosa comminava la tretzena clàusula del testament de Carles II, un fet que, tanmateix, no era desitjat en un clima de preguerra, perquè si bé estabilitzaria la situació de Felip amb els regnes peninsulars, significava també una pèrdua de poders per al monarca. El 30 de setembre de 1701 Felip V arriba a Barcelona on va jurar les Constitucions i els representants catalans li van jurar fidelitat com a nou rei d'Aragó i comte de Barcelona, celebrant-se seguidament corts entre 1701 i 1702, període en què també va aprofitar per casar-se amb la recent arribada Maria Lluïsa de Savoia a Figueres. En aquestes corts el rei va accedir a quasi totes les peticions realitzades pels braços de les corts. En aquesta situació, el malestar era present també a Aragó, on les corts convocades encara no s'havien reunit en mesos, Felip hi va enviar a la reina, en les quals es va guanyar als aragonesos i n'obtingué un bon donatiu.

### Influència francesa

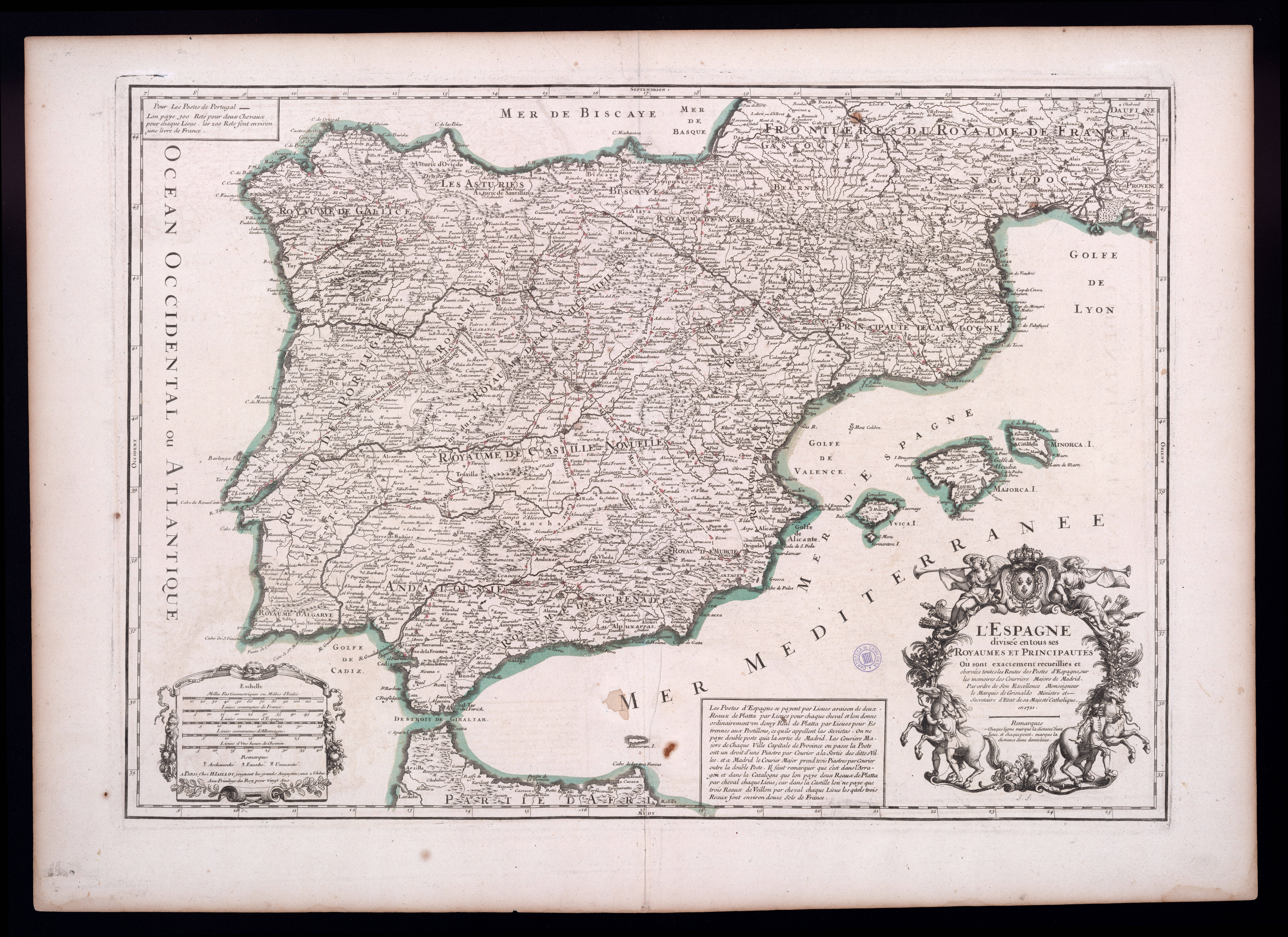
Divisió administrativa d'Espanya en 1721 segons el cartògraf francès Alexis-Hubert Jaillot a petició del ministre i secretari d'Estat de Felip V, el Marquès de Grimaldo.

En la seva primera etapa, el regnat de Felip V va estar tutelat per Lluís XIV de França. El 24 de febrer de 1701, Felip, seguint els consells del seu avi, va ratiticar la forma tradicional de govern de la Monarquia a través dels consells. El decret dissipava els recels a la introducció de la forma de govern de França, que eren titllats de despòtics. Tanmateix, es va crear una petita junta auxiliar, a proposta del cardenal Portocarrero, per ajudar el monarca a l'hora de fer decisions, formada exclusivament per ministres espanyols amb l'ambaixador francès exercint com a intèrpret. Ben aviat, aquesta nova junta es va convertir en el centre del nou govern.
D'antuvi, Lluís XIV es va mostrar reticent a deixar que l'ambaixador, el marquès d'Harcourt, formés part de la junta, quelcom que pretenia Portocarrero, però, tot i així, la preocupació va girar més al voltant de la imminent guerra, i l'opinió del monarca francès va canviar i va permetre la presència de consellers francesos, malgrat que podia arribar a semblar una intromissió de França en el govern espanyol, escollint-se a Jean Orry com a ministre per a ocupar-se de la desfeta hisenda espanyola, el qual va recolzar-se en Portocarrero i els seus col·legues de Despatx. Les primeres reformes entorn de la millora de la Hisenda Reial van seguir la línia reformista de finals del regnat de Carles II, sobretot per la imminent guerra, per la qual cosa no van ser gaire profundes en els primers anys. A nivell administratiu es van reduir el nombre càrrecs en alguns organismes i una reducció temporal de salaris i mercès el 1700 i 1701, una mesura que va provocar gran descontentament.
Poc després, Lluís XIV va decidir augmentar la influència francesa a la cort espanyola i va enviar al cardenal Cèsar d'Estrées, al qual indicà que confiés en la reina, en la princesa dels Ursins i en Orry. Però el cardenal no podia concebre que els interessos d'Espanya fossin diferents als de França, això el va enfrontar directament amb Maria Lluïsa de Savoia i la seva Cambrera Major, que buscaven una major independència dels assumptes espanyols. La lluita entre ambdós grups va fer desaparèixer personatges de la cort, com el cardenal Portocarrero. Els informes negatius d'Estrées a Lluís XIV, van apartar a la princesa dels Ursins, contrària als interessos francesos i va enviar al duc de Grammont, per tal que prescindís dels grans d'Espanya i altres consellers de gran valor, per altres mediocres; en aquest context queia Orry, però Grammont va adonar-se que governar el país com si fos un titella de França era impossible. A Versalles, la princesa dels Ursins va entrevistar-se amb Lluís XIV, el rei va quedar convençut que Felip V només podia ser governat per la seva esposa, sempre aconsellada per la princesa dels Ursins, a la tornada d'aquesta, també ho feu Orry amb el nou ambaixador francès Michel-Jean Amelot.

### Guerra de Successió Espanyola

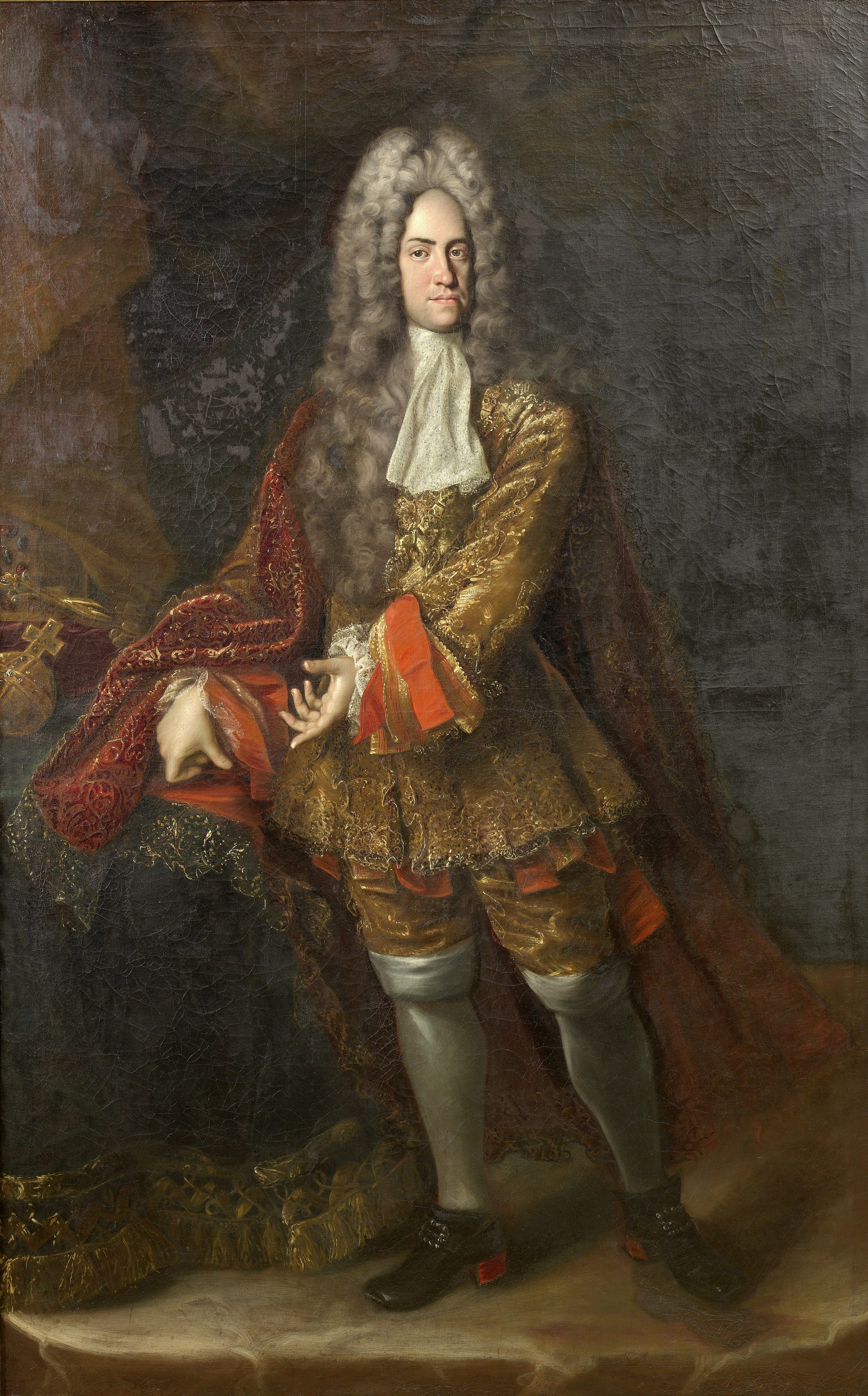
La demanda dels Habsburg pels drets al tron de l'arxiduc Carles d'Àustria, en un retrat de Jan Kupecký de 1716, el va convertir en el candidat rival a la corona espanyola sent un dels detonants de la Guerra de Successió Espanyola.

La major part dels països europeus van acceptar a Felip, no obstant això, la majoria de potències veien amb temor l'establiment de la casa de Borbó a Espanya, com un bloc conjunt amb França, a qui s'afavorí comercialment a les colònies americanes. Principalment ho veia amb recel Anglaterra que cercava un equilibri a nivell europeu; les Províncies Unides temien per la presència de Lluís XIV a la part espanyola dels Països Baixos i, juntament amb la resta d'estats protestants, recelaven del gran bloc catòlic que s'estava formant; Portugal temia que la unió dels Borbons posés en perill la seva independència. D'altra banda, l'emperador Leopold I tampoc es resignava al fracàs de la seva diplomàcia en la qüestió del testament de Carles II.
La tensa situació va crispar-se més quan Lluís XIV va decidir mantenir i convalidar els drets successoris de Felip V al tron de França l'1 de febrer de 1701, contrari a la disposició testamentària de Carles II, que alarmà les potències europees, veient una possible unió entre França i Espanya. A això va seguir la constitució de la Gran Aliança entre el Sacre Imperi, Anglaterra i les Províncies Unides pel tractat de la Haia del 7 de setembre de 1703, a la qual s'uniren Savoia i Portugal el 1703. El Sacre Imperi, considerant que Carles II havia estat obligat a signar el testament en contra de la seva voluntat, va presentar el segon fill de l'emperador, l'arxiduc Carles d'Àustria, com a candidat al tron i fou proclamat rei d'Espanya com Carles III per totes les potències el 12 de setembre de 1703; també comptà amb suport a la península entre els dirigents espanyols a causa de la forta ingerència francesa en els assumptes d'Espanya. Felip V va decidir passar a Nàpols i poc després d'arribar a l'abril, la Gran Aliança li va declarar la guerra. Dins de la Monarquia la divisió es va produir entre la Corona de Castella i la Corona d'Aragó, partidaris del pretendent borbònic i austríac, respectivament, quelcom que s'ha considerat una veritable guerra civil, si bé no va ser un enfrontament territorial en inici, sinó que la situació va anar emptijorant progressivament i, a més, l'opinió interna d'ambdues corones tampoc va ser unitària.

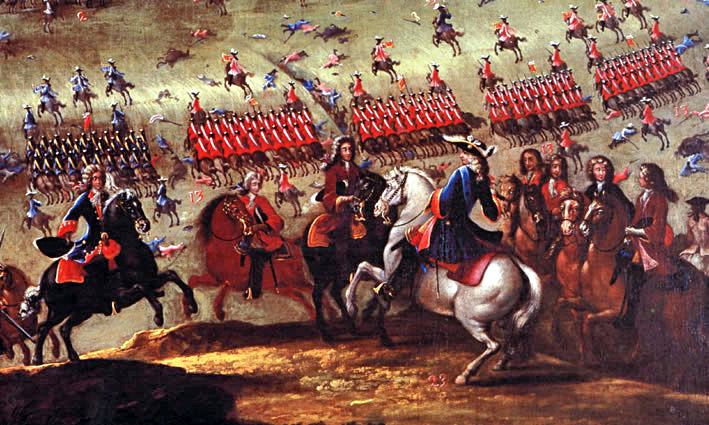
Recreació de la batalla d'Almansa.

Els primers anys de la guerra van ser favorables l'aliança amb la presa de Gibraltar per Anglaterra. Encara que els austriacistes guanyaven adeptes, Felip V va poder mantenir-se gràcies al seu entusiasme i constància en la guerra i als esforços de la reina Maria Lluïsa i de la princesa dels Ursins. El 1705 l'arxiduc desembarcava a Barcelona i el 1706 era proclamat rei a Saragossa; Felip fracassava en l'intent de reconquerir Barcelona i hagué de fugir a França pel Rosselló, i tornar a la península per Navarra. El 1707 la situació de la guerra millora per a Felip amb l'ocupació dels regnes de València i d'Aragó, i el sud de l'Ebre, després de la decisiva batalla d'Almansa. Fora de la península la balança es decantava pels aliats; Lluís XIV aconsellà al seu net, al qual no podia ajudar pels pactes internacionals, que pactés una pau salvant el màxim possible, consell ignorat per Felip, que es va mantenir a la península. El 1710 l'arxiduc ocupà Madrid davant la indiferència dels madrilenys. La capital va ser recuperada poc després pel general Vendôme, enviat per Lluís XIV per a auxiliar al seu net.
El 1711, la mort sense descendència de l'emperador Josep I va provocar que l'arxiduc Carles ascendís al tron del Sacre Imperi i això va infondre temor a Europa en veure l'agrupació dels territoris dels Habsburg sota un sol monarca com en l'època de Carles V, a la qual es va unir la possibilitat d'unió de les corones de França i Espanya, a la mort del Gran Delfí Lluís i el Lluís, duc de Borgonya, i el primogènit d'aquest, el 1712, quedant com a hereu el futur Lluís XV amb tan sols dos anys. Van accelerar-se les conferències de pau: l'11 d'abril de 1713 es va signar el tractat d'Utrecht, pel qual Felip V era reconegut com a rei d'Espanya, perdent tots els territoris extrapeninsulars en favor d'Àustria, i Gibraltar i Menorca en favor de Gran Bretanya. Fou ratificat amb l'emperador Carles VI en el tractat de Rastatt el 1714.
Després dels tractats, a la península, Catalunya continuava lluitant per la causa austriacista, l'abandó del catalans a Utrecht va fer que els el braç de les ciutats decidís continuar la guerra, sobreposant-se a l'eclesiàstic i el nobiliari a les Corts, però en defensa de llurs furs i contra el que ara el seu legítim rei. El 7 de juliol prenia el comandament del setge de Barcelona el duc de Berwick. El setge va finalitzar amb la capitulació de la ciutat l'11 de setembre de 1714. Poc després capitulava Cardona i el 3 de juliol de 1715 Mallorca, finalitzant definitivament la guerra.

### Influència italiana

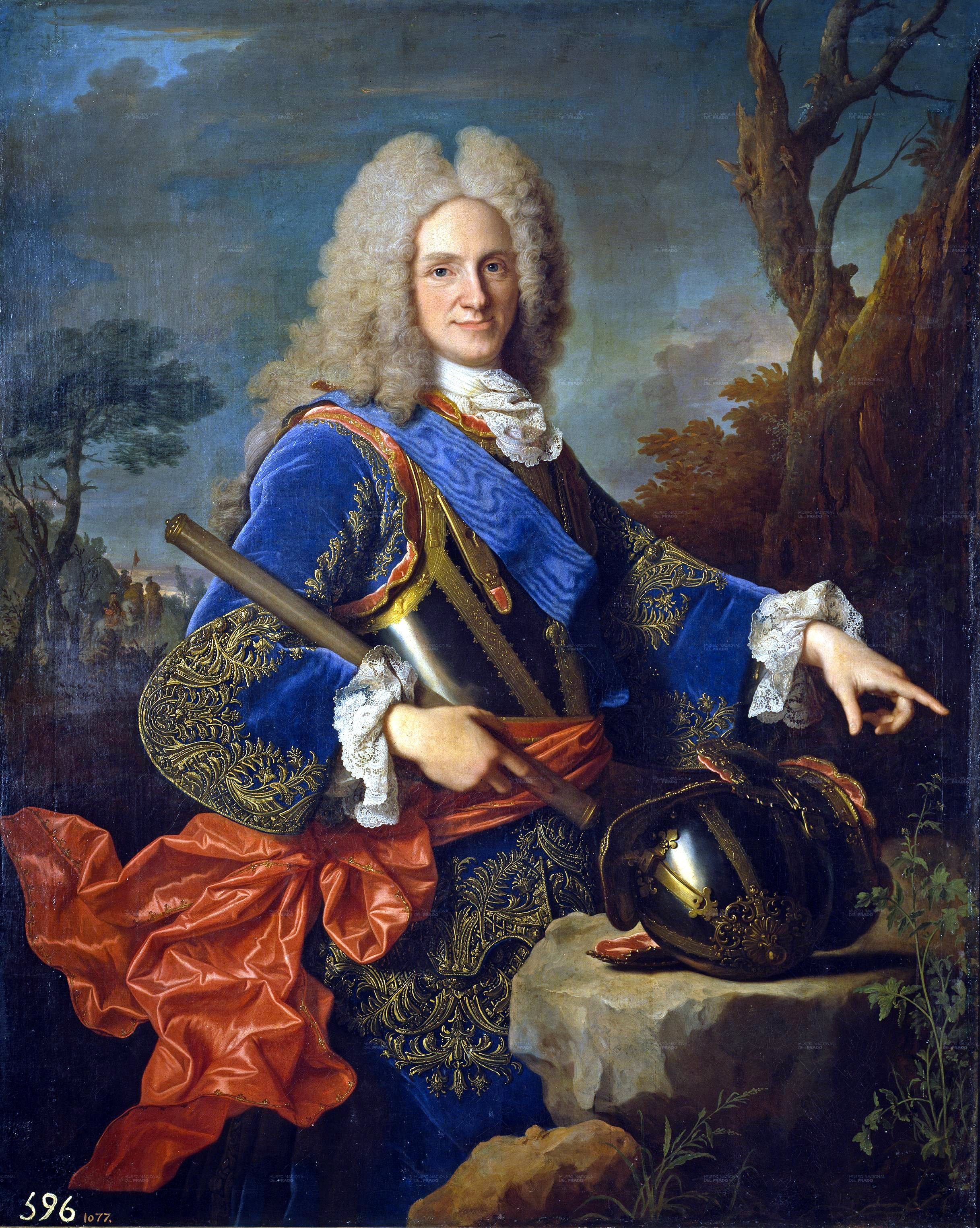
Retrat oficial de Felip V de Castella (1723), obra del francès Jean Ranc i conservada al Museu del Prado

Quan les tropes franco-espanyoles encara mantenien el setge a Barcelona, la reina Maria Lluïsa de Savoia va morir el 14 de febrer de 1714. En un primer moment, la influència de la cambrera major no va canviar i va mantenir la seva preeminència en els assumptes de la cort i va iniciar les gestions per cercar una segona esposa al monarca. A la cort castellana hi havia l'abat d'origen italià Julio Alberoni, amb bones relacions amb els Farnese, va proposar a la princesa dels Ursins a la filla d'Eduard II Farnese, Isabel, que va ser presentada com una princesa dòcil i senzilla. Convençuda la princesa dels Ursins i també Lluís XIV, la nova reina va entrar per Navarra a la península i fou rebuda a Guadalajara per Felip V i la cambrera major. Allà, Isabel i l'antiga princesa van mantenir una conversa a porta tancada i en sortir va ordenar a la guàrdia que portessin a la frontera amb França a «esa vieja loca que me ha insultado»; Isabel Farnese havia estat previnguda de la influència de la cambrera per Alberoni i l'antiga reina Marianna de Neuburg a Baiona.
Amb els monarques casats i establerts a Madrid, Alberoni, recolzat per Isabel, va ocupar-se de reformar el govern: es va cridar al cardenal Francesco del Giudice i al marquès de Grimaldo, que havien estat destituïts anteriorment i es destituí a Jean Orry i altres càrrecs i favorits de l'antiga cambrera major. Julio Alberoni es va convertir en l'instrument de la nova reina, que lluny d'estar sota la seva tutela, es mostra ferma en la defensa dels seus propis interessos.
Amb l'objectiu de recuperar les possessions perdudes va refusar el Tractat d'Utrecht amb el propòsit d'assegurar el futur dels seus fills, Carles i Felip. Com ni Savoia ni Àustria posseïen marines importants es va proposar recuperar les illes de Sardenya i Sicília, una ambició que s'alineava amb les reivindicacions dinàstiques italianes de la seva muller Isabel Farnese. Aprofitant que l'imperi estava immers en la guerra amb els otomans, Felip va llençar la invasió de Sardenya i va envair la de Sicília l'any següent. Per aquest motiu la Gran Bretanya, França, la república de les Set Províncies Unides i el Sacre Imperi Romano Germànic van firmar la Quàdruple Aliança. Una esquadra anglesa va aconseguir destruir l'armada espanyola al cap de Pessaro i els aliats van sol·licitar la dimissió del primer ministre Alberoni, promotor d'aquesta política bel·ligerant. Durant aquest temps d'agitació tropes franceses ocupen part del Pirineu central català abolint temporalment els Decret de Nova Planta.
El 1718 va ordir la Conspiració de Cellamare, que pretenia substituir la regència de Felip III d'Orleans, amb l'ajut de l'ambaixador Giudice, però no aconseguí el seu objectiu.

### Implantació de l'absolutisme

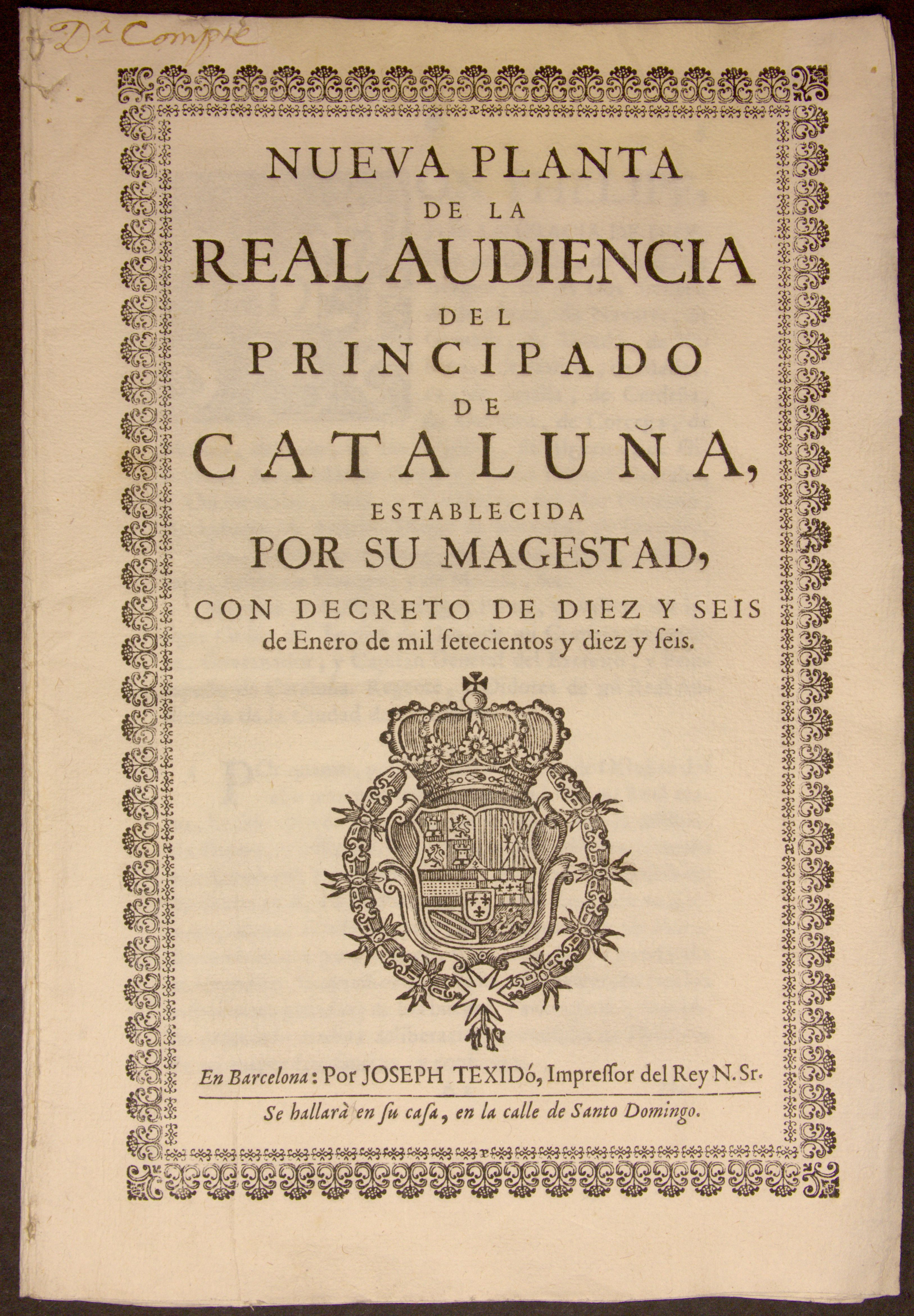
Els Decrets de Nova Planta (a la imatge el que s'imposà a Catalunya) van significar la fi del sistema de monarquia composta tradicional dels Habsburg, exceptuant-ne els casos de Navarra, País Basc i Aran, i reduí les institucions, lleis i sobirania dels estats de la Corona d'Aragó als de la Corona de Castella.

A banda de la inicial reforma de la Hisenda en l'època de preguerra, a nivell administratiu, Felip V i els seus ministres van impulsar un projecte de centralització de l'estat centrant-se en la Corona de Castella i emmirallant-se en França, amb un marcat caràcter absolutista. La idea era la fusió de les dues corones existents a la península sota un mateix marc legal i constitucional en unes úniques corts, les quals, no obstant això, tindrien poc a dir en endavant pel fort viratge vers l'absolutisme; això suposava la fi dels furs, la legislació i la sistema polític existent fins aquell moment als territoris de la Corona d'Aragó, dins del qual s'incloïa l'autonomia local de les universitats, que van passar a ser designats pel rei. A més, una altra idea era aconseguir l'augment dels tributs del monarca i l'eliminació de les barreres duanares entre regnes. Ja en la Guerra de Successió, justificant-se en el dret de conquesta, el 1707, els regnes d'Aragó i València van ser els primers on es van implementar els decrets de Nova Planta, que va suposar la desaparició de la legislació i el sistema polític existent fins aquell moment. A Catalunya i Mallorca la reforma arribaria amb la seva conquesta el 1714 i 1715, respectivament. En canvi, tant Navarra com les províncies basques van mantenir-se al marge d'aquest procés, per la qual s'aposta per la tesi de què Felip V va castigar aquells regnes que s'havien rebel·lat en contra d'ell i, d'altra banda, va premiar els que li havien donat suport.
Quant a les Corts de Castella, que, com s'ha esmentat, quedaran com les úniques de tot l'estat, aquestes quedaran, en realitat, com un òrgan merament formal i cerimonial davant del poder absolut del monarca, que ja havia organitzat la Junta de govern des de bon començament, el qual només convocarà les corts en comptades ocasions com, per exemple, el jurament del príncep d'Astúries o bé, en altres casos, quan concernia a l'impost de Millones. El 1713 les corts introduïen la Llei Sàlica com a novetat en el sistema de successió espanyol, que excloïa a les dones de la dinastia en la successió.
Cal destacar la dissolució dels virregnats, la divisió de l'estat en Capitaníes Generals (1833) i la instauració de les Reials Audiències.

#### Política lingüística i repressió del català
Després de la derrota dels territoris de la Corona d'Aragó en la Guerra de Successió, i posterior conquesta, la supressió de les seves institucions forals amb els Decrets de Nova va anar acompanyada de la imposició del model administratiu castellà, de manera que el castellà hi va esdevenir com a única llengua oficial en l'administració i la justícia. Per exemple, el decret aplicat a Catalunya el 1716 estipulava que les causes a la Reial Audiència s'havien de substanciar en llengua castellana, prohibint l'ús del català en aquest àmbit. Concretament, Felip V ordenava que totes les causes a la Reial Audiència fossin substanciades exclusivament en castellà:
| « | La Reial intenció meva és que tot el continent d'Espanya es governi per les mateixes lleis […] dels regnes de Castella.1 Les causes a la Reial Audiència se substanciaran en llengua castellana.2 He decidit que les mencionades sentències, decrets i provisions, tant definitives com interlocutòries, es redactin en llengua castellana.3 | » |
| — Felip V de Castella, Decrets de Nova Planta: 1: Reial decret de 29 de juliol de 1707; 2) Reial decret de 16 de gener de 1716; 3) Resolució d'11 de desembre de 1717. | |   |

El 29 de gener de 1716, es van emetre instruccions secretes als corregidors de Catalunya per fomentar l'ús del castellà. El fiscal en cap del Consell de Castella, José Rodrigo de Villalpando, envià una instrucció detallada sobre l'aplicació de la política lingüística segons els nous Decrets de Nova Planta de la següent manera:
| « | Pondrà el mayor cuidado en introducir la lengua castellana, a cuyo fin dará las providencias más templadas y disimuladas para que se consiga el efecto, sin que se note el cuidado | » |
| — José Rodrigo de Villalpando, fiscal en cap del Consell de Castella, Instrucciones secretas para las corregidurías de Cataluña, 1716 | |   |

Aquestes mesures buscaven la substitució progressiva del català per mitjans discrets però efectius, un objectiu que es perseguí també al País Valencià o a Mallorca, ja no sols contra el català, sinó amb més determinació si cal contra els catalanoparlants en apartar-los de l'accés a la funció pública. L'artista i dissenyador Frederic Perers va crear el projecte L'efecte Villalpando, una instal·lació artística que analitza l'impacte dels Decrets de Nova Planta en la llengua catalana, pel que fa a la introducció massiva de castellanismes. Inspirat per la mateixa instrucció secreta del fiscal Villalpando del 1716, Perers va recollir més de 400 castellanismes que han substituït mots catalans genuïns al llarg dels segles. El projecte destaca com, a partir del segle XVIII, la subordinació política va accelerar la penetració del castellà en el català, amb conseqüències que perduren fins avui. L'èxit de la proposta artística va esdevenir, posteriorment, en un llibre del mateix autor que recull tots aquests castellanismes que van esdevenir normatius.
L'illa de Menorca va ser una excepció significativa en aquest procés amb què es pot contrastar els efectes de política lingüística dels Decrets de Nova Planta. Després de la guerra, l’illa va quedar sota domini britànic, en virtut del Tractat d'Utrecht, i les noves autoritats van permetre la continuïtat de l’ús oficial i educatiu del català durant dècades. El règim britànic hi va mantenir una certa tolerància envers les institucions i la llengua locals, i no va intervenir en la mateixa mesura en la vida cultural. No fou fins que Menorca acabà sota domini borbònic el 1802, d'acord amb el Tractat d’Amiens, que s’hi començaren a aplicar les mateixes polítiques uniformitzadores que la resta de territoris.
La política lingüística iniciada amb Felip V va tenir un impacte profund als Països Catalans en tant que va contribuir activament per la devallada de l'ús públic del català i a la seva substitució progressiva pel castellà en àmbits legals i formals. Tot i això, el català va continuar com a llengua predominant en l'àmbit familiar i popular, i encara es va mantenir viu en la cultura oral i en determinades pràctiques socials.

### Abdicació i regnat de Lluís I
El 10 de gener de 1724 a La Granja de San Ildefonso, Felip V va signar un decret en virtut del qual abdicava la corona en favor del príncep d'Astúries, Lluís, fill primogènit del seu primer matrimoni. Les altres clàusules del decret estipulaven que, en defecte de Lluís, la corona havia de passar al germà d'aquest, Ferran, o bé en defecte d'aquest, als germanastres nascuts del matrimoni amb Isabel Farnese. D'altra banda, Felip i la seva esposa es reservaven el palau i el reial lloc de San Ildefonso per al seu retir, durant el qual rebrien periòdicament una renda per a viure i per a continuar les obres de l'indret. Lluís esdevenia rei d'Espanya amb disset anys, i acceptà gustosament la renúncia del seu pare.
Segons el decret de renúncia, el motiu pietós per a deixar la corona era aconseguir la salvació de l'ànima de Felip i guarir el mal que l'afectava físicament. «Para servir a Dios y, desembarazado de estos cuidados, pensar en la muerte y solicitar mi salud», exposava el decret. Aquestes raons han estat posades en dubte discutides entre els historiadors. L'explicació que genera més consens és la que afirma que Felip V esperava la mort prematura de Lluís XV, de precària salut, i així poder optar a la corona francesa. D'aquesta manera, el moviment polític hauria sorgit possiblement de la reina, que després de la mort del regent de França, havia deixat de banda l'oposició de Felip V d'heretar la corona francesa, i hauria empès al seu marit a abdicar en Lluís. Una abdicació que, a més, no es va realitzar segons s'estipulava oficialment, a través de la reunió de les Corts.
Felip V va constituir una junta de govern per a guiar i aconsellar al monarca. No obstant això, el curt regnat de Lluís, de poc més de set mesos, no va donar temps a dur a terme cap actuació de pes i, tanmateix, tampoc el nou monarca va mostrar interès en els assumptes de la monarquia, consultant-los constantment amb el seu pare. Aquest fet, sumat al control que volia continuar tenint Isabel Farnese, va provocar, de fet, que hi hagués dues corts, una a Madrid i l'altra a la Granja de San Ildefonso. Els intents de reforma dels consellers de Lluís I, que van intentar emancipar al jove rei de la tutela paterna, van acabar en gran manera en un total fracàs. Lluís va morir de verola el 31 d'agost de 1724.

## Segon regnat

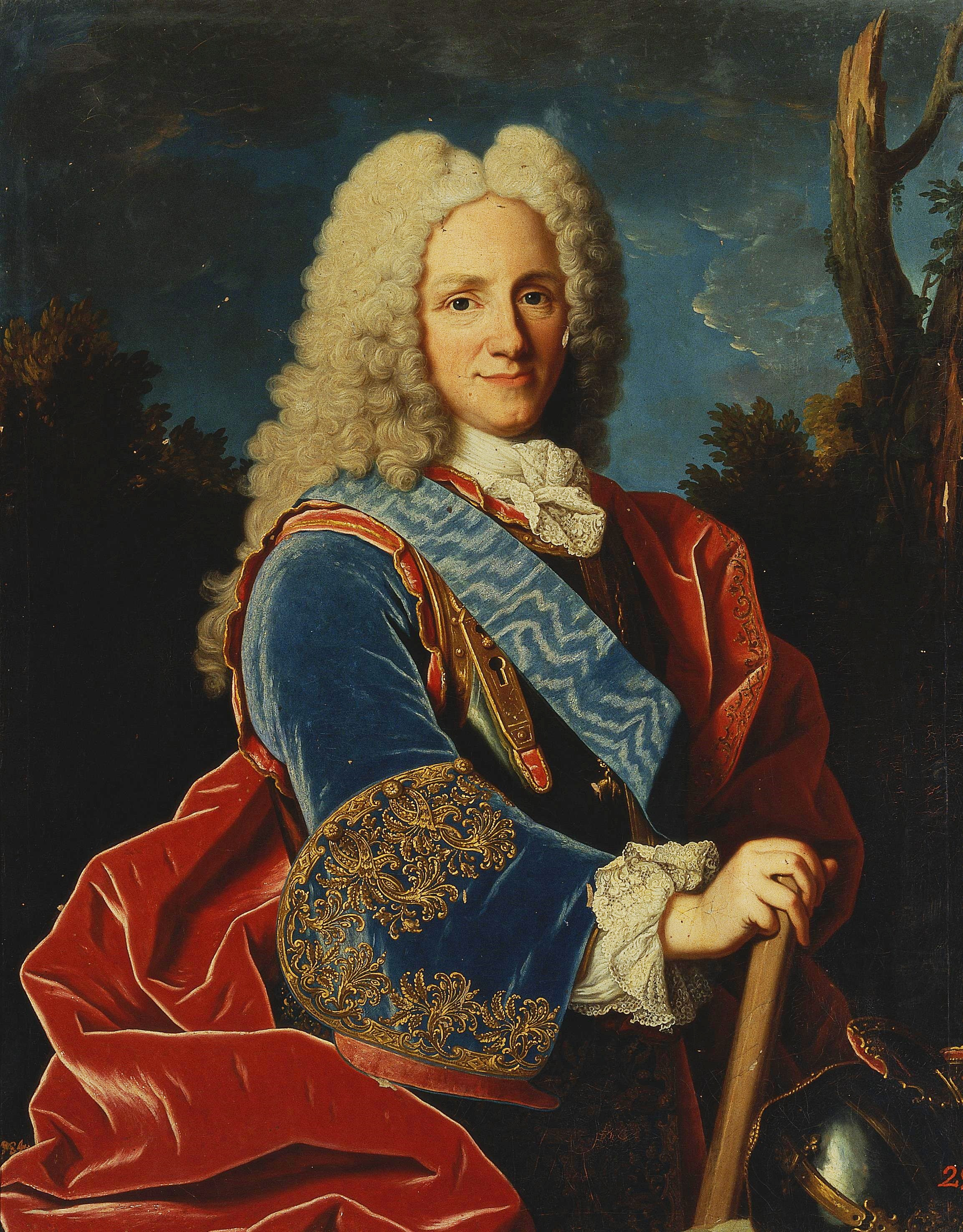
Felip V durant el seu segon regnat

A la mort de Lluís, va sorgir el dilema de si Felip V havia d'ocupar de nou o no el tron. La versió tradicional és que l'antic rei es negava en rotund a ocupar-lo de nou per herència del seu fill a causa dels seus escrúpols religiosos. Res pogueren fer Isabel Farnese ni René de Froulay de Tessé, l'ambaixador francès, per convèncer-lo del contrari, preocupats per la deriva que prendria el país si pujava al tron l'infant Ferran. Per obtenir el sí del monarca es va constituir una junta de teòlegs que va proclamar la nul·litat dels vots de renúncia i el confessor, el pare Bermúdez, es va negar a absoldre si aquest no s'ocupava del govern del seu poble, Felip acceptà i tornà amb el suport del Consell de Castella. Altres versions més modernes diuen que va ser per voluntat de Felip la recuperació del tron, fent firmar al seu fill un document en aquest sentit, i que després va esperar l'opinió del Consell de Castella i la junta de teòlegs, que van pronunciar-se de manera ambigua, fent que Felip cerqués altres opinions més favorables i, finalment, establint per decret la seva tornada al tron. El que és cert, és que a la tornada al tron, Felip va purgar als homes de govern de Lluís, que havien intentat deslliurar el rei de la influència paterna, i també aquells que van donar suport a la pujada al tron de Ferran.

### Política exterior
La política exterior de Felip V va encaminar-se a la reconciliació amb el Sacre Imperi, amb el tractat de Paris, pel qual el Sacre Imperi Romanogermànic renunciava a totes les seves pretensions sobre el tron espanyol i les índies occidentals, i el Borbó, a Itàlia i els Països Baixos. Per mediació de l'home de confiança del rei, el baró de Ripperda intentà aconseguir el matrimoni de dos fills del rei amb princeses austríaques, el que permeté realitzar una aliança contra un possible conflicte amb el Regne de França. El fracàs de les negociacions del baró comportà la seva caiguda el 1726.
Posteriorment es posà José Patiño, partidari del rei des de la Guerra de Successió, al capdavant de l'Administració Central. El 1733, va firmar amb França el Primer Pacte de Família, que donà suport al rei francès en la seva lluita en la Guerra de Successió de Polònia. Mitjançant aquesta aliança, l'infant Carles de Borbó fou nomenat rei de Nàpols i Sicília.
El 1739 es produí un conflicte armat entre Espanya i la Gran Bretanya, suscitat per les extralimitacions d'aquesta última potència en el comerç colonial així com en la seva posició en la Successió a la corona austríaca a la mort de l'emperador Carles VI d'Àustria sense fills mascles. El 1743 va firmar el Segon Pacte de Família, gràcies al marquès de l'Ensenada, que va permetre reactivar el seu pacte amb França. El 1749 s'acabà la guerra amb la Pau d'Aquisgrà, firmada en aquells moments pel fill i successor de Felip V, per la qual s'establia a Felip de Borbó, segon fill mascle d'Isabel de Farnese, com a sobirà del ducat de Parma, Piacenza i Guastalla.
Felip V va afavorir i va impulsar el comerç atlàntic d'Espanya amb les possessions americanes de la corona. Amb aquest comerç atlàntic van sorgir importants figures de la història naval d'Espanya, entre els quals destaca el corsari Amaro Pargo. Habitualment va beneficiar aquest corsari en les seves incursions comercials i corsàries: li va atorgar una Reial ordre donada al Palau Reial d'El Pardo de Madrid al setembre de 1714 en el qual el nomena capità d'un navili comercial amb destinació a Caracas. El mateix monarca va intercedir també en l'alliberament d'Amaro durant la seva detenció per la Casa de Contractació de Cadis i el va autoritzar per construir un navili amb destinació a Campeche, el quin estava armat en cors.

## Mort

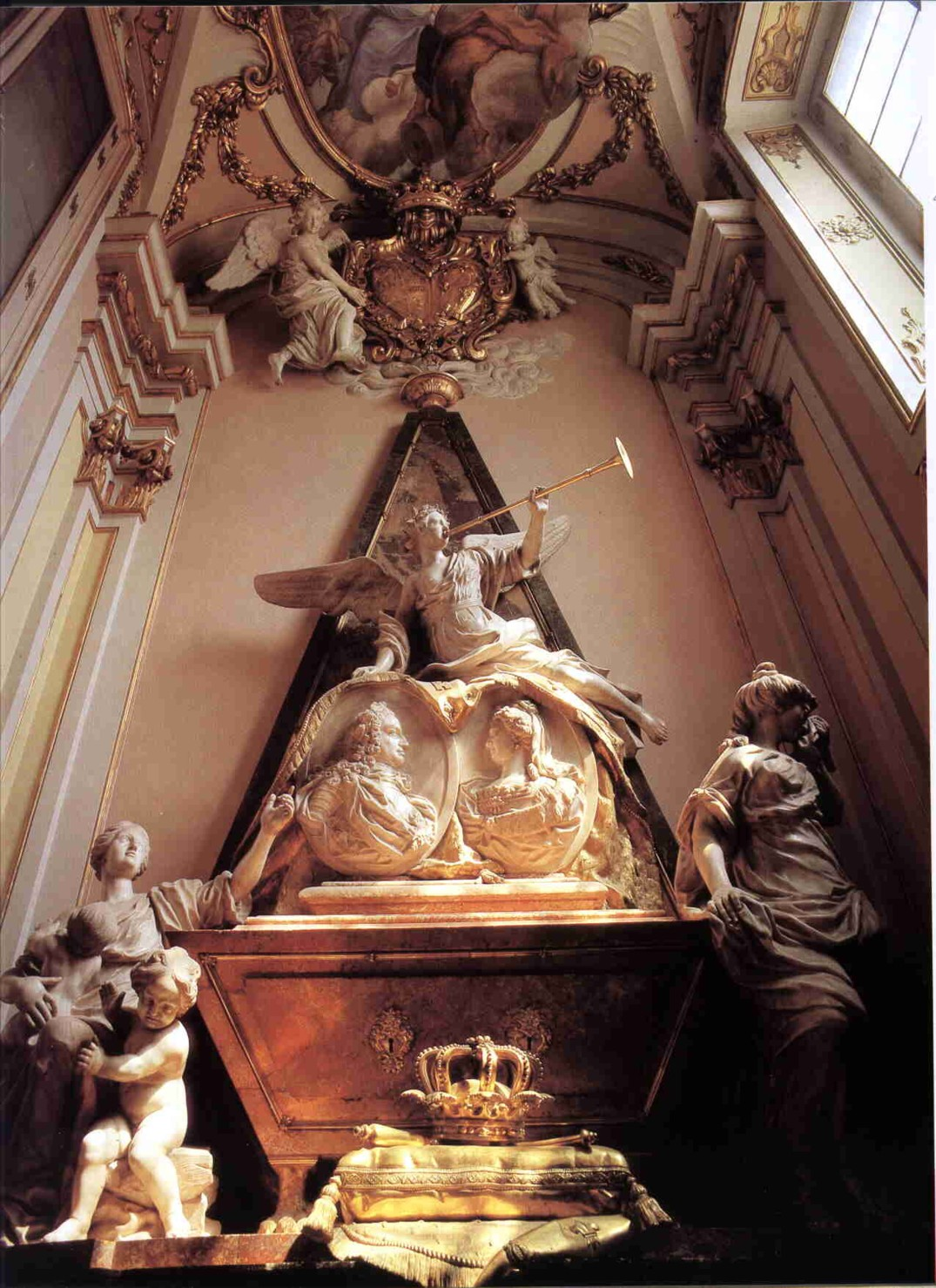
Tomba de Felip V i d'Isabel Farnese, la seva segona esposa, a la col·legiata de la Santíssima Trinitat de La Granja de San Ildefonso.

Felip V va morir de manera sobtada al Palau del Buen Retiro de Madrid el 9 de juliol de 1746, a causa d'un atac d'apoplexia. Havia estat treballant la nit anterior al Buen Retiro amb els seus ministres, i se'n va anar a dormir a les 7:30 del matí al llit. Es va llevar al migdia, i a les 13:30 li va dir a la reina que tenia ganes de vomitar. Isabel va demanar ràpidament un metge, però el de la cort estava esmorzant. Tanmateix, el rei va començar a inflar-se, també la seva llengua, va caure d'esquena al llit i va morir al cap de pocs segons, havent passat només tres minuts des que havia comunicat que sentia vòmits. L'hora oficial de la mort va ser les 14:00. Felip tenia llavors 62 anys, havia envellit ràpidament a causa de l'agreujament progressiu de la seva neurastènia i els excessos de la vida matrimonial.
El rei va ser enterrat el 17 de juliol, segons havia disposat, a la col·legiata de La Granja de San Ildefonso, en una tomba de marbre blanc i negre. Va ser el primer que no es feia enterrar al panteó dels reis de San Lorenzo de El Escorial des del segle XVI. Abans del seu enterrament es va obrir una capella ardent a palau, que durant tres dies van visitar milers de persones per rendir-li un darrer homenatge. El cos va ser amortallat amb teles d'argent i d'or, i decorat amb els collars de les ordes del Toisó d'Or i de l'Esperit Sant. Tanmateix, el seu cos no va poder ser netejat abans, perquè el rei feia molt que no s'havia rentat, i les esponges que li passaven s'enduia tires de pell, pel que van preferir deixar el cos com estava. Contínuament es van celebrar misses a diverses esglésies madrilenyes fins a la nit del 14 de juliol, dia en què el cos va ser traslladat en processó fins a l'església de San Jerónimo i després fins a La Granja de San Ildefenso.
La successió va recaure en el seu fill, el príncep d'Astúries, que va regnar com Ferran VI.

## Matrimonis i descendència
Va casar-se en primeres núpcies amb Maria Lluïsa de Savoia, filla de Víctor Amadeu II, matrimoni que li havia recomanat el seu avi. La cerimònia va fer-se per poders a la Capella del Sant Sudari a Torí l'11 de setembre de 1701, i personalment el 2 de novembre del mateix any a Figueres. El matrimoni va tenir quatre fills:
- Lluís (Madrid, 1707 - 1724)
- Felip Lluís (Madrid, 1709)
- Felip Pere (Madrid, 1712 - 1719)
- Ferran (Madrid, 1713 - 1759)

Va casar-se en segones núpcies amb Isabel Farnese, filla del duc de Parma. El matrimoni per poders es va realitzar el 16 de setembre de 1714, sent ratificat a Guadalajara el 24 de desembre del mateix any. El matrimoni va tenir set fills:
- Carles (Madrid, 1716 - 1788)
- Francesc (Madrid, 1717)
- Maria Anna Victòria (Madrid, 1718 - Lisboa, 1781)
- Felip (Madrid, 1720 - Alessandria, 1765)
- Maria Teresa (Madrid, 1726 - Versalles, 1746)
- Lluís Antoni (Madrid, 1727 - Arenas de San Pedro, 1785)
- Maria Antònia (Sevilla, 1729 - Montcallier, 1785)

## Ancestres
|  |                                               |  |  |  |  |  |  |  |  |  |  |  |  |  |  |  |
|  | 16. Enric IV de França                        |  |  |  |  |  |  |  |  |  |  |  |  |  |  |  |
|  |                                               |  |  |  |  |  |  |  |  |  |  |  |  |  |  |  |
|  |                                               |  |  |  |  |  |  |  |  |  |  |  |  |  |  |  |
|  | 8. Lluís XIII de França                       |  |  |  |  |  |  |  |  |  |  |  |  |  |  |  |
|  |                                               |  |  |  |  |  |  |  |  |  |  |  |  |  |  |  |
|  |                                               |  |  |  |  |  |  |  |  |  |  |  |  |  |  |  |
|  | 17. Maria de Mèdici                           |  |  |  |  |  |  |  |  |  |  |  |  |  |  |  |
|  |                                               |  |  |  |  |  |  |  |  |  |  |  |  |  |  |  |
|  |                                               |  |  |  |  |  |  |  |  |  |  |  |  |  |  |  |
|  | 4. Lluís XIV de França                        |  |  |  |  |  |  |  |  |  |  |  |  |  |  |  |
|  |                                               |  |  |  |  |  |  |  |  |  |  |  |  |  |  |  |
|  |                                               |  |  |  |  |  |  |  |  |  |  |  |  |  |  |  |
|  | 18. Felip III de Castella                     |  |  |  |  |  |  |  |  |  |  |  |  |  |  |  |
|  |                                               |  |  |  |  |  |  |  |  |  |  |  |  |  |  |  |
|  |                                               |  |  |  |  |  |  |  |  |  |  |  |  |  |  |  |
|  | 9. Anna d'Àustria                             |  |  |  |  |  |  |  |  |  |  |  |  |  |  |  |
|  |                                               |  |  |  |  |  |  |  |  |  |  |  |  |  |  |  |
|  |                                               |  |  |  |  |  |  |  |  |  |  |  |  |  |  |  |
|  | 19. Margarida d'Àustria                       |  |  |  |  |  |  |  |  |  |  |  |  |  |  |  |
|  |                                               |  |  |  |  |  |  |  |  |  |  |  |  |  |  |  |
|  |                                               |  |  |  |  |  |  |  |  |  |  |  |  |  |  |  |
|  | 2. Lluís de França, el Gran Delfí             |  |  |  |  |  |  |  |  |  |  |  |  |  |  |  |
|  |                                               |  |  |  |  |  |  |  |  |  |  |  |  |  |  |  |
|  |                                               |  |  |  |  |  |  |  |  |  |  |  |  |  |  |  |
|  | 20. Felip III de Castella                     |  |  |  |  |  |  |  |  |  |  |  |  |  |  |  |
|  |                                               |  |  |  |  |  |  |  |  |  |  |  |  |  |  |  |
|  |                                               |  |  |  |  |  |  |  |  |  |  |  |  |  |  |  |
|  | 10. Felip IV de Castella                      |  |  |  |  |  |  |  |  |  |  |  |  |  |  |  |
|  |                                               |  |  |  |  |  |  |  |  |  |  |  |  |  |  |  |
|  |                                               |  |  |  |  |  |  |  |  |  |  |  |  |  |  |  |
|  | 21. Margarida d'Àustria                       |  |  |  |  |  |  |  |  |  |  |  |  |  |  |  |
|  |                                               |  |  |  |  |  |  |  |  |  |  |  |  |  |  |  |
|  |                                               |  |  |  |  |  |  |  |  |  |  |  |  |  |  |  |
|  | 5. Maria Teresa d'Àustria                     |  |  |  |  |  |  |  |  |  |  |  |  |  |  |  |
|  |                                               |  |  |  |  |  |  |  |  |  |  |  |  |  |  |  |
|  |                                               |  |  |  |  |  |  |  |  |  |  |  |  |  |  |  |
|  | 22. Enric IV de França                        |  |  |  |  |  |  |  |  |  |  |  |  |  |  |  |
|  |                                               |  |  |  |  |  |  |  |  |  |  |  |  |  |  |  |
|  |                                               |  |  |  |  |  |  |  |  |  |  |  |  |  |  |  |
|  | 11. Isabel de França                          |  |  |  |  |  |  |  |  |  |  |  |  |  |  |  |
|  |                                               |  |  |  |  |  |  |  |  |  |  |  |  |  |  |  |
|  |                                               |  |  |  |  |  |  |  |  |  |  |  |  |  |  |  |
|  | 23. Maria de Mèdici                           |  |  |  |  |  |  |  |  |  |  |  |  |  |  |  |
|  |                                               |  |  |  |  |  |  |  |  |  |  |  |  |  |  |  |
|  |                                               |  |  |  |  |  |  |  |  |  |  |  |  |  |  |  |
|  | 1. Felip V de Castella                        |  |  |  |  |  |  |  |  |  |  |  |  |  |  |  |
|  |                                               |  |  |  |  |  |  |  |  |  |  |  |  |  |  |  |
|  |                                               |  |  |  |  |  |  |  |  |  |  |  |  |  |  |  |
|  | 24. Guillem V de Baviera                      |  |  |  |  |  |  |  |  |  |  |  |  |  |  |  |
|  |                                               |  |  |  |  |  |  |  |  |  |  |  |  |  |  |  |
|  |                                               |  |  |  |  |  |  |  |  |  |  |  |  |  |  |  |
|  | 12. Maximilià I de Baviera                    |  |  |  |  |  |  |  |  |  |  |  |  |  |  |  |
|  |                                               |  |  |  |  |  |  |  |  |  |  |  |  |  |  |  |
|  |                                               |  |  |  |  |  |  |  |  |  |  |  |  |  |  |  |
|  | 25. Renata de Lorena                          |  |  |  |  |  |  |  |  |  |  |  |  |  |  |  |
|  |                                               |  |  |  |  |  |  |  |  |  |  |  |  |  |  |  |
|  |                                               |  |  |  |  |  |  |  |  |  |  |  |  |  |  |  |
|  | 6. Ferran Maria de Baviera                    |  |  |  |  |  |  |  |  |  |  |  |  |  |  |  |
|  |                                               |  |  |  |  |  |  |  |  |  |  |  |  |  |  |  |
|  |                                               |  |  |  |  |  |  |  |  |  |  |  |  |  |  |  |
|  | 26. Ferran II del Sacre Imperi Romanogermànic |  |  |  |  |  |  |  |  |  |  |  |  |  |  |  |
|  |                                               |  |  |  |  |  |  |  |  |  |  |  |  |  |  |  |
|  |                                               |  |  |  |  |  |  |  |  |  |  |  |  |  |  |  |
|  | 13. Anna d'Àustria                            |  |  |  |  |  |  |  |  |  |  |  |  |  |  |  |
|  |                                               |  |  |  |  |  |  |  |  |  |  |  |  |  |  |  |
|  |                                               |  |  |  |  |  |  |  |  |  |  |  |  |  |  |  |
|  | 27. Maria Anna de Baviera                     |  |  |  |  |  |  |  |  |  |  |  |  |  |  |  |
|  |                                               |  |  |  |  |  |  |  |  |  |  |  |  |  |  |  |
|  |                                               |  |  |  |  |  |  |  |  |  |  |  |  |  |  |  |
|  | 3. Maria Anna Victòria de Baviera             |  |  |  |  |  |  |  |  |  |  |  |  |  |  |  |
|  |                                               |  |  |  |  |  |  |  |  |  |  |  |  |  |  |  |
|  |                                               |  |  |  |  |  |  |  |  |  |  |  |  |  |  |  |
|  | 28. Carles Manuel I de Savoia                 |  |  |  |  |  |  |  |  |  |  |  |  |  |  |  |
|  |                                               |  |  |  |  |  |  |  |  |  |  |  |  |  |  |  |
|  |                                               |  |  |  |  |  |  |  |  |  |  |  |  |  |  |  |
|  | 14. Víctor Amadeu I de Savoia                 |  |  |  |  |  |  |  |  |  |  |  |  |  |  |  |
|  |                                               |  |  |  |  |  |  |  |  |  |  |  |  |  |  |  |
|  |                                               |  |  |  |  |  |  |  |  |  |  |  |  |  |  |  |
|  | 29. Caterina Micaela d'Àustria                |  |  |  |  |  |  |  |  |  |  |  |  |  |  |  |
|  |                                               |  |  |  |  |  |  |  |  |  |  |  |  |  |  |  |
|  |                                               |  |  |  |  |  |  |  |  |  |  |  |  |  |  |  |
|  | 7. Enriqueta Adelaida de Savoia               |  |  |  |  |  |  |  |  |  |  |  |  |  |  |  |
|  |                                               |  |  |  |  |  |  |  |  |  |  |  |  |  |  |  |
|  |                                               |  |  |  |  |  |  |  |  |  |  |  |  |  |  |  |
|  | 30. Enric IV de França                        |  |  |  |  |  |  |  |  |  |  |  |  |  |  |  |
|  |                                               |  |  |  |  |  |  |  |  |  |  |  |  |  |  |  |
|  |                                               |  |  |  |  |  |  |  |  |  |  |  |  |  |  |  |
|  | 15. Cristina de França                        |  |  |  |  |  |  |  |  |  |  |  |  |  |  |  |
|  |                                               |  |  |  |  |  |  |  |  |  |  |  |  |  |  |  |
|  |                                               |  |  |  |  |  |  |  |  |  |  |  |  |  |  |  |
|  | 31. Maria de Mèdici                           |  |  |  |  |  |  |  |  |  |  |  |  |  |  |  |
|  |                                               |  |  |  |  |  |  |  |  |  |  |  |  |  |  |  |
|  |                                               |  |  |  |  |  |  |  |  |  |  |  |  |  |  |  |